# Adélard Godbout
Joseph-Adélard Godbout, kanadski agronom in politik, * 24. september 1892, Saint-Éloi, Quebec, † 18. september 1956, Montreal, Quebec, Kanada.
Bil je minister za kmetijstvo Kanade (1930–1936) in predsednik vlade Quebeca (1936, 1939–1944)